# Ronny Cedeño
Ronny Alexander Salazar Cedeño (Puerto Cabello, Carabobo, Venezuela, 2 de febrero de 1983), más conocido como Ronny Cedeño es un beisbolista profesional venezolano que juega en la posición de campocorto. En las Grandes Ligas ha jugado con los equipos Chicago Cubs, Seattle Mariners, Pittsburgh Pirates, New York Mets, Houston Astros, San Diego Padres y más recientemente con los Philadelphia Phillies. En el torneo de la Liga Venezolana de Béisbol Profesional en su tierra natal, juega desde sus inicios como profesional para el equipo Tigres de Aragua, ganando la distinción como Novato del Año de la LVBP en la temporada 2005-2006.
Cedeño fue firmado por la organización Chicago Cubs en 1999, pasando cinco temporadas en las ligas menores con dicha organización. Fue promovido a categoría AA en 2004 donde bateó .279 en 116 partidos, con 6 jonrones y 48 carreras impulsadas. El 21 de abril de 2005, subió al roster del equipo mayor en reemplazo de Nomar Garciaparra y como apoyo a Neifi Pérez, quién jugaba en la posición de forma más regular. Debutó con el equipo mayor de Chicago el 23 de abril de 2005 en el Wrigley Field, donde sin embargo su equipo perdió contra los Pittsburgh Pirates por 3-4, entrando como corredor emergente a la altura del noveno inning con dos outs en la pizarra. Su temporada más activa con Chicago fue en 2006, cuando conectó 131 hits y 6 jonrones, impulsando 41 y anotando 51 carreras en 534 turnos oficiales al bate.
En enero de 2009 fue canjeado a Seattle Mariners, de la Liga Americana, por el lanzador Aaron Heilman, un cambio que también involucró a Garrett Olson. En Seattle llevaba registro de 31 hits y 3 jonrones, con 15 anotadas y 17 impulsadas en 186 turnos oficiales al bate al momento de ser canjeado a Pittsburgh Pirates a mitad de temporada. De regreso en la Liga Nacional continuó a buen ritmo, cerrando su campaña 2009 en la MLB con un total de 71 hits, 5 jonrones, 32 carreras anotadas y 38 impulsadas en 376 turnos oficiales.
Para 2012, Pittsburgh tiene la primera opción sobre su contrato pero la gerencia del club estuvo esperando la finalización de la Serie Mundial de 2011 para tomar una decisión definitiva. Fue dejado libre en noviembre de 2011.
En 2014, los Tigres de Aragua decidieron cambiar al pelotero a los Navegantes del Magallanes a cambio de dos peloteros, si bien Cedeño había jugado en ese mismo año con los turcos pero como refuerzo tomado para la final de la temporada 2013-14. En 2020, se anunció que Ronny no continuaría en el club debido a problemas extradeportivos con la dirigencia del Magallanes, motivo por el cual fue dejado en libertad y firmado por los Leones del Caracas, quienes harían lo propio en 2022. Fue invitado entonces al campo de entrenamiento de los bengalíes (el equipo que lo vio nacer), pero al no lograr el rendimiento esperado no pudo ganarse un puesto y por ese motivo actualmente no milita con equipo alguno en la Liga. Cabe destacar que también en 2017 vistió la camiseta de las Águilas del Zulia en calidad de refuerzo para la postemporada y junto a tres de sus compañeros del Magallanes; Endy Chávez, Mario Lisson y Mitch Lively, Cedeño fue bujia importante en la obtención del título para la divisa aguilucha.